# Football Club Internazionale Milano
FC Internazionale Milano, često nazivan Internazionale ili jednostavno Inter, profesionalni je nogometni talijanski klub sa sjedištem u Milanu. Od svog osnutka i prvog nastupa 1909. godine to je jedini klub prve talijanske nogometne lige koji je konstantno nastupao u Serie A.
Do danas je Inter osvojio sveukupno 37 domaćih trofeja, šest više od svog gradskog rivala A.C. Milan, uključujući 20 naslova prvaka Serie A, 9 naslova talijanskog kupa i 8 naslova talijanskog superkupa. U razdoblju od 2006. do 2010. godine klub je osvojio pet naslova prvaka Serie A za redom čime je izjednačio dotadašnji rekord. Klub je tri puta osvojio prestižno klupsko nogometno natjecanje Liga prvaka: dva puta za redom (1964. i 1965.) te još jednom 2010. godine. Potonjom pobjedom postigao je do danas još uvijek nenadmašen rekord kada je talijanski nogomet u pitanju – osvajanje trostruke krune (pobjedu u Serie A, pobjedu u talijanskom kupu i pobjedu u Ligi prvaka iste sezone). Uz sve to, Inter je također i tri puta osvojio Kup UEFA, dva interkontinentalna kupa te jedno svjetsko klupsko prvenstvo.
Inter domaće utakmice odigrava na San Siro, također poznat kao i Stadio Giuseppe Meazza (kapaciteta 80.018 sjedala). Riječ je o najvećem nogometnom stadionu u Italiji kojeg Inter dijeli s gradskim suparnikom A.C. Milanom. Upravo se A.C. Milan smatra jednim od najvećih Interovih nogometnih rivala, a njihovi međusobni susreti dobili su nadimak Derby della Madonnina te se smatraju jednim od najvećih i najgledanijih nogometnih derbija u svijetu. Od 2010. godine Inter je drugi najpopularniji klub u Italiji te šesti najpopularniji nogometni klub u Europi. Riječ je o jednom od financijski najvrijednijih talijanskih i svjetskih nogometnih klubova. Inter je bio jedan od članova osnivača danas propale G-14 grupe vodećih europskih nogometnih klubova.

## Povijest

### Rane godine (1908. – 1960.)
Klub je osnovan 9. ožujka 1908. godine pod nazivom Foot-Ball Club Internazionale Milano nakon raskola milanskog kriket i nogometnog kluba (u kojem se nalazilo 44 člana). Grupa Talijana i Švicaraca (Giorgio Muggiani, slikar koji je kreirao službeni logo kluba, Bossard, Lana, Bertoloni, De Olma, Enrico Hintermann, Arturo Hintermann, Carlo Hintermann, Pietro Dell'Oro, Hugo i Hans Rietmann, Voelkel, Maner, Wipf i Carlo Ardussi) bila je nesretna zbog dominacije samih Talijana u klubu AC Milan pa su se od njih odvojili i osnovali Internazionale. Od samog početka klub je bio otvoren prema stranim igračima te je na taj način opravdao svoje ime. 
Svoj prvi naslov talijanskog nogometnog prvaka (Scudetto) klub je osvojio već 1910. godine, a drugi deset godina kasnije – 1920. Kapetan i trener kluba koji je prvi put osvojio Scudetto bio je Virgilio Fossati (poginuo u Prvom svjetskom ratu). Tijekom Fašističke ere, 1928. godine, klub je bio primoran ujediniti se s Milanese Unione Sportiva te je promijenio ime u Ambrosiana SS Milano. U to vrijeme nosili su bijele dresove s crvenim križem. Dizajn dresa bio je inspiriran zastavom i kaputom kakve su nosili vojnici grada Milana, a koji proizlaze iz zastave zaštitnika Milana, Svetog Ambrozija i datira još iz četvrtog stoljeća. Novi Predsjednik Oreste Simonotti odlučio je 1929. godine promijeniti ime kluba u AS Ambrosiana. Međutim, navijači su nastavili klub zvati jednostavno Inter pa je 1931. godine predsjednik Pozzani bio prisiljen ponovno promijeniti ime kluba u AS Ambrosiana-Inter.
Prvi talijanski kup Inter je osvojio u sezoni 1938./39. pod vodstvom Giuseppe Meazze po kojem je stadion San Siro dobio službeno ime, a peti naslov prvaka uslijedio je 1940. godine unatoč tome što je tada Meazza bio ozlijeđen. Nakon završetka Drugog svjetskog rata klub je nanovo promijenio ime u Internazionale koje su zadržali do danas.

### Grande Inter(1960. – 1968.)
Nakon rata Internazionale je svoj šesti naslov prvaka osvojio 1953., a sedmi odmah sljedeće, 1954. godine. Slijedom tih naslova, Inter je započeo s najuspješnijim godinama u svojoj klupskoj povijesti, poznatijim kao era Velikog Intera (Grande Inter). Tijekom tog perioda u kojem je trener bio Helenio Herrera, klub je osvojio tri naslova prvaka Italije (1963., 1965. i 1966.). Najpoznatiji trenuci iz tog razdoblja svakako uključuju dvostruko osvajanje Europskog kupa. 1964. godine Inter je svoj prvi Europski kup osvojio porazivši u finalu slavni španjolski klub Real Madrid. Sljedeće sezone, igrajući na svom domaćem stadionu San Siro pobijedili su dvostruke prvake Benficu. U sezoni 1966./67. Inter je ponovno došao do finala Europskog kupa kojeg je izgubio rezultatom 2:1 od Celtica u Lisabonu. 
Nakon zlatne ere tijekom 60-tih godina prošlog stoljeća, Inter je osvojio jedanaesti naslov talijanskog prvaka 1971. godine, a dvanaesti 1980. 1972. godine Inter je drugi puta poražen u finalu Europskog kupa, ovaj put od nizozemskog Ajaxa Johana Cruyffa rezultatom 2:0. Tijekom 70-tih i 80-tih godina prošlog stoljeća Inter je osvojio i dva naslova talijanskog kupa (u sezonama 1977./78. i 1981./82.).
Pod vodstvom njemačkog dvojca Andreasa Brehmea i Lothara Matthäusa te argentinca Ramona Diaza Inter je 1989. godine osvojio još jedan naslov prvaka Italije. Tada je trener bio Giovanni Trapattoni. Sljedeće sezone kupljen je Jürgen Klinsmann i osvojen talijanski superkup, ali Inter nije uspio obraniti naslov prvaka.

### Teška vremena (1990. – 2004.)
90-te godine prošlog stoljeća bile su doba velikih razočarenja za Inter. I dok su njihovi najveći rivali, Milan i Juventus, ostvarivali fantastične rezultate kako na domaćim, tako i na europskim travnjacima, Inter je stalno bio u zaostatku, često se nalazeći na sredini tablice, zabilježivši najgori rezultat u sezoni 1993./94. kada su bili samo na bod od ispadanja u drugu ligu. Unatoč tome, zabilježili su i nekoliko europskih uspjeha tijekom tog desetljeća osvojivši priznato nogometno natjecanje Kup UEFA čak tri puta – 1991., 1994. i 1998.
Nakon što je predsjednik kluba postao Massimo Moratti 1995. godine, Interu je obećano bolje razdoblje uz potpisivanje profiliranih igrača poput Ronalda, Christiana Vierija i Hernana Crespa. Inter je čak dva puta postigao rekord u visini transfera tijekom tog razdoblja: 19.5 milijuna eura za Ronalda iz Barcelone 1997. godine te 31 milijun eura za Christiana Vierija iz Lazija 1999. godine. Međutim, 90-te su svejedno ostale godine velikih razočarenja i do danas su jedino desetljeće u Interovoj povijesti u kojem nisu uspjeli osvojiti niti jedno prvenstvo Italije. Za Interove navijače teško je bilo točno odrediti krivca za neuspjehe pa je sve to dovodilo do vrlo klimavih odnosa između predsjednika, menadžera i ponekih igrača. 
Naposljetku su navijači odlučili usmjeriti svoj gnjev prema predsjedniku Massimu Morattiju, pogotovo zbog toga što je dao otkaz voljenom Luigiju Simoniju nakon tek nekoliko odigranih utakmica u sezoni 1998./99. (isti je dan prije otkaza osvojio nagradu talijanskog menadžera godine 1998. godine). U toj sezoni Inter se nije uspio kvalificirati niti za jedno Europsko nogometno natjecanje po prvi put u gotovo 10 godina, završivši sezonu na slabom osmom mjestu. 
Za sezonu 1999./00. Massimo Moratti napravio je velike promjene ponovno kupivši skupocjene igrače. Genijalnim potezom smatralo se dovođenje bivšeg Juventusovog trenera Marcella Lippija pa je većina navijača i novinara vidjela u Interu novog prvaka. Za tu sezonu također su kupljeni Angelo Peruzzi i francuska legenda Laurent Blanc kao i Christian Vieri i Vladimir Jugović. Jedna od prednosti također je bila i ta što tu sezonu Inter nije uopće igrao u Europi pa se u potpunosti mogao posvetiti domaćem prvenstvu. Međutim, još jedanput nisu uspjeli, iako su bili vrlo blizu osvajanju prvog domaćeg pokala nakon 1989. godine – talijanskog kupa. U finalu su ih porazili igrači Lazija, omogućivši tako klubu iz Rima dvostruku titulu (prvenstvo i kup). 
Sljedeće sezone uslijedilo je još veće razočarenje. Inter je impresivno krenuo u utakmici talijanskog Super-kupa protiv Lazija u kojoj je rano vodstvo donijela novo pridošlica u klub Robbie Keane – međutim, ipak je izgubio utakmicu rezultatom 4:3. Unatoč porazu, klub je očekivao dobru sezonu. Ipak, ispali su već u kvalifikacijskom ciklusu za Ligu prvaka od slabašnog švedskog kluba Helsingborga. Alvaro Recoba dobio je mogućnost da poravna rezultat iz jedanaesterca dosuđenog u posljednjim minutama utakmice kojeg je vratar Sven Andersson obranio pa se Inter ponovno našao u problemima. Marcello Lippi dobio je otkaz nakon tek jedne odigrane utakmice u Seriji A koju je Inter izgubio od Reggine (prvi puta u svojoj povijesti). Tijekom tog razdoblja navijači Milana ismijavali su Inter budući je Milan postizao velike uspjehe na domaćim, ali i europskim travnjacima. Također se činilo da Milanovim pobjedama nad Interom nema kraja, a najsramotniji poraz dogodio se u sezoni 2000./01. kada je Milan pobijedio s uvjerljivih 6:0 čime je označio i najveći domaći poraz u povijesti kluba. Marco Tardelli koji je na klupi zamijenio Lippija nije uspio poboljšati igru i od strane navijača je upamćen kao trener koji je od gradskog rivala izgubio ovim sramotnim visokim rezultatom. Christian Vieri i Fabio Cannavaro, koji su u to vrijeme igrali za Inter, bili su također vlasnici restorana u Milanu koji su nakon ovog poraza vandalizirani od strane gnjevnih navijača. Jedina pozitivna stvar koja se u toj sezoni dogodila je dovođenje Ivana Cordobe iz San Lorenza koji će postati stup obrane Intera u nadolazećim godinama. 
Gnjev Interovih navijača u tom periodu kretao se od vandalizma do isticanja transparenata protiv nekih igrača na stadionu tijekom domaćih utakmica. U nekim slučajevima navijači su bojkotirali utakmice i ostavljali Curva Nord, dio stadiona na kojem su smješteni najžešći navijači, potpuno praznim. Usprkos svemu, iz sezone u sezonu Inter je slovio za jednog od favorita prvenstva. Sve to dovelo je do popularne "pjesme" Milana protiv Intera – "Luglio Agosto" (srpanj i kolovoz). Naime, tijekom ljetnih mjeseci novinari su se znali raspisivati o tome da je Inter već osvojio prvenstvo koje se tek treba održati, što igrači na terenu nikad nisu uspjeli potvrditi.
Godine 2002. Inter ne samo da je došao do polufinala Kupa UEFA, već ih je svega 45 minuta dijelilo od osvajanja Scudetta kada su trebali pobijediti Lazio na olimpijskom stadionu u Rimu u posljednjoj utakmici sezone. Situacija na tablici uoči posljednjeg kola bila je takva da su čak tri kluba – Inter, Juventus i Roma – mogli postati prvacima Italije. Interu je trebala pobjeda protiv Lazija pa su čak navijači rimskog kluba otvoreno u toj utakmici navijali za Inter samo zato da njihovi ljuti rivali (Roma) ne postanu prvaci. Ipak, Lazio je tu utakmicu dobio rezultatom 4:2 (Inter je nakon 24. minute vodio 1:2, ali nije uspio sačuvati prednost), a budući je Juventus pobijedio Udinese u gostima rezultatom 0:2 postao je prvakom Serie A. Još i danas datum te kobne utakmice – 5. svibnja 2002. – progoni navijače Intera. 
Sljedeće sezone, 2002./03., Inter je zauzeo sigurno drugo mjesto u Seriji A te došao sve do polufinala Lige prvaka gdje su ispali od Milana, premda su obje utakmice završile neriješenim rezultatom (0:0 i 1:1). Ipak, zbog primljenog gola u gostima Milan je prošao dalje (ironije radi obje utakmice, naravno, igrane su na istom stadionu). Iako je to bilo samo još jedno u nizu razočarenja, svejedno su mnogi smatrali da se Inter napokon nalazi na pravom putu. 
Međutim, još jedanput je nestrpljenje predsjednika Massima Morattija bilo jače od njega samog pa je Hernana Crespoa prodao nakon samo jedne sezone, a trener Hector Cuper otpušten je nakon tek nekoliko odigranih utakmica u novoj sezoni. Zamijenio ga je Alberto Zaccheroni, dugogodišnji navijač Intera, ali također i čovjek koji je sjedio na klupi Lazija tijekom njihove 4:2 pobjede prethodne sezone; navijači su, logično, bili skeptični. Zaccheroni u igru nije unio ništa novog, osim dvije fantastične pobjede protiv Juventusa (3:1 i 3:2) na San Siru. Sezona sama po sebi nije bila ništa posebno. Inter je ispao u razigravanju po skupinama u Ligi prvaka (završili su natjecanje kao treći u grupi). Osim toga jedva da su se i kvalificirali za Ligu prvaka za narednu sezonu, budući su u Seriji A završili tek na četvrtom mjestu, samo bod ispred Parme. Nasvjetliji trenuci Intera te sezone bili su dovođenje Dejana Stankovića i Adriana u siječnju 2004. godine koji su popunili goleme rupe nastale nakon odlaska Hernana Crespa i Clarencea Seedorfa.

### Uskrsnuće kluba i osvajanje trostruke krune (2004. – 2010.)
Dana 1. srpnja 2004. godine na svojoj službenoj internet stranici Inter je objavio vijest da novi trener kluba postaje Roberto Mancini (bivši trener Lazija). U prvoj zajedničkoj sezoni Inter i Mancini skupili su 72 boda – 18 pobjeda, 18 neriješenih rezultata i tek 2 poraza. 15. lipnja 2005. godine Inter je osvojio talijanski kup pobijedivši u dvije utakmice Romu ukupnim rezultatom 3:0 (1:0 u Milanu te 2:0 u Rimu), a 20. kolovoza uslijedilo je i osvajanje talijanskog super-kupa protiv aktualnih prvaka Juventusa rezultatom 1:0 nakon produžetaka (Juventusu je naknadno oduzet naslov prvaka Italije zbog skandala oko namještanja utakmica). Upravo ova pobjeda u super-kupu bila je prva nakon davne 1989. godine. 11. svibnja 2006. goidne Inter je obranio naslov prvaka talijanskog kupa, ponovno porazivši u finalu Romu ukupnim rezultatom 4:1 (1:1 u Rimu te 3:0 na San Siru). 
Iako su sezonu 2005./06. završili na trećem mjestu, Interu je naknadno dodijeljen naslov prvaka Italije nakon što su Juventusu i Milanu oduzeti bodovi zbog sudjelovanja u namještanju utakmica. 14. srpnja 2006. godine talijanska komisija proglasila je krivim Juventus, Lazio, Fiorentinu, Regginu i Milan za namještanje utakmica te ih razmjerno tome kaznila: Juventus je po prvi puta u svojoj povijesti izbačen u drugu ligu (Serie B), a Milanu je oduzeto 8 bodova pa je Inter u narednoj sezoni lako došao do nove titule (2006./07.).
Upravo je tijekom te sezone Inter postigao rekordni niz od 17 pobjeda za redom u Seriji A koji je započeo 25. rujna 2006. godine domaćom 4:1 pobjedom protiv Livorna, a završio 28. veljače 2007. godine neriješenim 1:1 rezultatom protiv Udinesea. Gostujuća 5:2 pobjeda protiv Catanie 25. veljače 2007. godine označila je rušenje rekorda od 15 pobjeda za redom kojeg su do tada držali Bayern München i Real Madrid iz pet najboljih liga svijeta (engleske, talijanske, španjolske, francuske i njemačke). Niz je trajao gotovo punih pet mjeseci i smatra se jednim od najboljih u europskoj nogometnoj povijesti; bolji od njih samo su ostali Benfica (29 pobjeda), Celtic (25 pobjeda) i PSV (22 pobjede). Ipak, Interova forma pred kraj sezone malo je pala, nakon neriješenih rezultata protiv Reggine koja se borila za opstanak (0:0 i 2:2), te Palerma. Potonja utakmica bila je posebno zanimljiva, budući je na poluvremenu Palermo bio u prednosti 2:0, ali se Inter uspio vratiti i izjednačiti na 2:2. Krajem sezone doživjeli su i prvi domaći poraz od Rome (3:1) na San Siru zahvaljujući dva Romina pogotka pred kraj utakmice. 
Dana 22. travnja 2007. godine Inter je postao službenim prvakom Serie A drugu godinu za redom, ali prvi put "na terenu" nakon 1989. godine nakon što su porazili Sienu 2:1. Osvajač svjetskog nogometnog prvenstva 2006. godine, Marco Materazzi postigao je oba pogotka (u 18. i 60. minuti utakmice). 
Inter je sezonu 2007./08. započeo s ciljem osvajanja titula Serie A i Lige prvaka. Klub je započeo s dobrim igrama u ligi, zauzevši čvrstu prvu poziciju nakon nekoliko prvih kola i kvalificiravši se u osminu-finala Lige prvaka; međutim nakon poraza od Liverpoola 2:0 s desetoricom igrača 19. veljače u Ligi prvaka budućnost Mancinija na klupi Intera dovedena je u pitanje. Loša forma u tom razdoblju nastavljena je i u tri sljedeća kola u kojima Inter nije došao do pobjede (remi protiv Sampdorije i velikog rivala Rome, te gostujući poraz od Napolija koji je ujedno označio i prvi poraz sezone). Nakon poraza od Liverpoola u Ligi prvaka, Mancini je najavio želju za odlaskom iz kluba, ali se već sljedećeg dana predomislio. 
Novi niz od tri utakmice bez pobjeda uslijedio je u razdoblju između 19. i 29. ožujka protiv Genoe, Juventusa i Lazija. Kao i nekoliko tjedana prije, 4. svibnja 2008. godine Inter je imao priliku osvojiti naslov prvaka Italije protiv gradskog rivala Milana, ali su tu utakmicu izgubili 2:1. Sljedećeg tjedna Inter je također imao priliku osvojiti naslov protiv Siene u domaćoj utakmici na prepunom stadionu. Međutim, niti tada nisu uspjeli, iako su vodili u dva navrata (utakmica je završila rezultatom 2:2), a Marco Materazzi u posljednjim sekundama utakmice nije uspio realizirati jedanaesterac koji bi im donio pobjedu. U istom kolu Roma je pobijedila 2:1 u gostima kod Atalante te se na taj način približila Interu na samo bod zaostatka prije posljednjeg kola prvenstva, iako je u jednom trenutku Inter imao čak 11 bodova prednosti. 
Posljednje, 38. kolo Serie A u sezoni 2007./08. donijelo je dvije super zanimljive utakmice: Parma protiv Intera i Catania protiv Roma. Inter i Roma s bodom zaostatka između sebe borili su se za naslov prvaka, dok su se u isto vrijeme Parma i Catania borili za opstanak u Seriji A. Mnogo je različitih scenarija moglo ispasti nakon tih 90 minuta, ali je većina smatrala da će Inter ipak uspjeti obraniti naslov prvaka budući su imali povoljniji rezultat protiv Rome pa je sve što su trebali napraviti je odigrati jednako kao i rimski klub. Roma je ostvarila rano vodstvo protiv Catanije i sljedećih 60 minuta bila aktualni prvak. Međutim, švedski napadač Zlatan Ibrahimović je s dva pogotka (od kojih je prvi postigao u 62. minuti utakmice) donio Interu treći uzastopni naslov talijanskog prvaka. Catania je u međuvremenu uspjela izjednačiti protiv Rome i na taj način osigurati opstanak u Seriji A, a Roma je sezonu završila s tri boda zaostatka za Interom. 
Inter je svoj treći uzastopni naslov Serie A slavio do kasno u noć na svom San Siru (nakon povratka u Milan), gdje im je i dodijeljen pokal. 
Ipak, nakon pobjede klub je odlučio otpustiti Mancinija 29. svibnja, pozvavši se na njegovu volju za napuštanjem kluba nakon poraza od Liverpoola u Ligi prvaka.

#### Dolazak Mourinha (2008.)
Dana 2. lipnja 2008. godine Inter je službeno objavio da je novi trener kluba postao Jose Mourinho (bivši trener Porta i Chelsea), a njegov asistent postao je Giuseppe Baresi. To je ujedno označilo Mourinha kao jedinog stranog trenera u Italiji u sezoni 2008./09. Mourinho je za novu sezonu napravio samo tri promjene tijekom ljetnog transfernog perioda kupivši Mancinija, Sulleyja Muntarija i Ricarda Quaresmu. U prvoj sezoni pod Mourinhovim vodstvom Inter je osvojio talijanski super kup i četvrti uzastopni naslov prvaka Serie A, ali je također i treći put za redom izbačen u osmini-finala Lige prvaka, ovaj put od Manchester Uniteda. Nakon što je uspio četvrti put za redom osvojiti Serie A, Inter se pridružio Torinu i Juventusu kao jedini klub kojem je to uspjelo i prvi koji je to napravio u posljednjih 60 godina. 

#### Petostruki prvaci (2010.)
Inter je u sezoni 2009./10. napokon napredovao u Ligi prvaka, došavši u četvrtfinale, nakon što su u osmini finala izbacili bivši Mourinhov klub Chelsea ukupnim rezultatom 3:1. Ovo je bilo prvi puta u tri godine da je Inter uspio proći osminufinala ovog natjecanja. U četvrtfinalu su ukupnim rezultatom 2:0 pobijedili ruski CSKA Moskva te prošli u polufinale. Tamo ih je dočekao aktualni prvak Europe Barcelona koju su u prvoj utakmici na San Siru pobijedili rezultatom 3:1. U uzvratnoj utakmici, odlučni Inter izgubio je 1:0, ali je ukupnim rezultatom 3:2 uspio proći u finale Lige prvaka (svoje peto u povijesti tog natjecanja) gdje ih je čekao Bayern München. U finalu je Inter glatko pobijedio s 2:0 zahvaljujući Diegu Militu koji je postigao oba pogotka te je tako napokon postao prvakom ovog elitnog europskog nogometnog natjecanja. U toj sezoni Inter je također osvojio i Serie A, peti put za redom (nalazio se dva boda ispred Rome) te talijanski kup pobijedivši rimski klub u finalu rezultatom 1:0.
Osvojivši Scudetto, talijanski kup i prestižnu Ligu prvaka u jednoj sezoni, Internazionale je postigao tzv. Treble (u slobodnom prijevodu trostruki naslov) postavši prvi talijanski klub ikad kojem je to uspjelo. Nakon ovog povijesnog uspjeha, trener Jose Mourinho otišao je iz Intera u slavni Real Madrid 28. svibnja 2010. godine. Novim trenerom Intera postao je Rafael Benitez koji je potpisao dvogodišnji ugovor u lipnju. 
Dana 21. kolovoza 2010. godine Inter je pobijedio Romu rezultatom 3:1 i tako osvojio talijanski super-kup, četvrti trofej te sezone. U prosincu 2010. godine Inter je osvojio svjetsko klupsko nogometno prvenstvo prvi puta u povijesti, pobijedivši u finalu TP Mazembe rezultatom 3:0. Na taj je način Internazionale postao petostrukim prvakom, pridruživši se Liverpoolu (2001.), Al-Ahlyju (2006.) i Barceloni (2009.) kao jedinim klubovima u povijesti kojima je takvo nešto uspjelo. Međutim, nakon pobjede u finalu svjetskog klupskog prvenstva, a zbog izrazito loših rezultata u domaćem prvenstvu (13 bodova zaostatka za vodećim Milanom i dvije utakmice manje) Rafael Benitez dobio je otkaz. Zamijenio ga je Leonardo već sljedećeg dana. Tijekom zimskog transfernog perioda klubu su se pridružili Andrea Ranocchia, Giampaolo Pazzini, Houssine Kharja i Yuto Nagatomo.

### Ponovni pad i promjene u vlasničkoj strukturi (2010. –danas)
Svoj trenerski mandat u Interu Leonardo je započeo s impresivnih 30 osvojenih bodova u 12 utakmica, bolje od njegovih prethodnika Beniteza i Mourniha. Dana 6. ožujka 2011. godine Leonardo je s Interom postigao novi rekord u Serie A osvojivši trideset i tri boda u trinaest utakmica (prethodni rekord držao je Fabio Capello s osvojena trideset i dva boda u trinaest utakmica u sezoni 2004./05.). Leonardo je Inter doveo do četvrtfinala Lige prvaka gdje je izgubio od Schalkea 04, ali je pred kraj sezone s klubom ipak osvojio talijanski kup. Međutim, na kraju sezone dao je ostavku, a nakon njega Inter su u naredne dvije godine vodili Gian Piero Gasperini, Claudio Ranieri i Andrea Stramaccioni. Nitko od njih nije bio previše uspješan.
Dana 1. kolovoza 2012. godine klub je službeno objavio da će Moratti kineskom konzorciju pod vodstvom Kennetha Huanga prodati manjinski udio u klubu. Istoga dana Inter je također objavio i da je potvrđen dogovor s kineskom korporacijom za gradnju željeznica u vezi izgradnje novog stadiona, ali je dogovor na kraju ipak propao. Dana 24. svibnja 2013. godine na klupu Intera umjesto Stramaccionija došao je Walter Mazzarri. Sezona 2012./13. bila je jedna od najgorih u novijoj klupskoj povijesti budući je Inter sezonu završio na devetom mjestu Serie A bez ikakve mogućnosti kvalifikacija za bilo koje europsko klupsko natjecanje.
Dana 15. listopada 2013. godine indonezijski konzorcij (International Sports Capital HK Ltd.) pod vodstvom Ericka Thohira, Handyja Soetedja i Rosana Roeslanija potpisao je ugovor kojim preuzima 70% Interovih dionica od tvrtke Internazionale Holding S.r.l. Nakon potpisivanja ugovora, Morattijeva tvrtka Internazionale Holding S.r.l. ostala je u vlasništvu 29,5% dionica kluba. Potpisom ugovora, dionice Intera potpale su u vlasništvo kompanija pod zajedničkim nazivom International Sports Capital S.p.A. of Italy (70% udjela), International Sports Capital HK Limited i Asian Sports Ventures HK Limited of Hong Kong. Potonja kompanija nalazila se u vlasništvu većeg konzorcija imena Nusantara Sports Ventures HK Limited (60% dionica, čiji je vlasnik bio Thohir), Alke Sports Invstment HK Limited (20% dionica) i Aksis Sports Capital HK Limited (20% dionica). Budući da je Thohir također bio suvlasnik nogometnog kluba D.C. United koji se natječe u američkoj nogometnoj ligi te nogometnog kluba Persib Bandung koji se natječe u indonezijskoj nogometnoj ligi, dana 2. prosinca 2013. godine objavljeno je da su Inter i D.C. United formirali strateško partnerstvo.
Tijekom Thohirove ere klub je započeo modificirati svoju financijsku strukturu u poslovni model, premda je i dalje kršio UEFA-ine regulacije financijskog fair playa donesene 2015. godine. Inter je kažnjen pa je u UEFA-inim natjecanjima morao igrati s manje igrača nego što je to uobičajeno. U to vrijeme, točnije 14. studenog 2014. godine na trenersku poziciju vraća se Roberto Mancini.
Dana 6. lipnja 2016. godine konglomerat Suning Holdings Group u vlasništvu Zhanga Jindonga (suosnivača i predsjednika korporacije Suning Commerce Group) otkupio je većinski udio Intera od Thohirovog konzorcija International Sports Capital S.p.A. te ostatke dionica Morattijeve tvrtke Internazionale Holding S.r.l. Prema različitim izvještajima, ukupna investicija konglomerat Suning je koštala oko 270 milijuna eura. Dogovor je postignut tijekom sastanka održanog 28. lipnja 2016. godine nakon kojeg je Suning Holdings Group postala vlasnicom 68,55% dionica kluba.
Ipak, prva sezona pod novim vlasništvom započela je lošim nastupima u predsezonskim prijateljskim utakmicama. Dana 8. kolovoza 2016. godine zbog nemogućnosti dogovora oko smjera u kojem klub treba ići, Interovo vodstvo razilazi se s tadašnjim trenerom Mancinijem. Na njegovo mjesto dolazi Frank de Boer koji 1. studenog iste godine dobiva otkaz nakon samo jedanaest utakmica tijekom kojih je četiri dobio, dvije odigrao neriješeno, a čak pet izgubio. Njegov nasljednik Stefano Pioli nije uspio podići formu kluba pa je Inter te sezone zabilježio jedan od najlošijih nastupa u UEFA-inim natjecanjima u svojoj povijesti. Unatoč tome što je pobijedio u čak osam utakmica za redom, Pioli i klub su se razišli kada je postalo očito da Inter šestu godinu za redom neće završiti među tri najbolja talijanska kluba u Serie A. Posljednje tri utakmice sezone klub je preuzeo trener iz Primavere Stefano Vecchi. Dana 9. lipnja 2017. godine na klubu Intera dolazi Luciano Spalleti koji je do tada vrlo uspješno vodio Romu. Spalletti je potpisao dvogodišnji ugovor s Interom.

### Ostale povijesne informacije
Jedna od najslavnijih činjenica, a na koju su navijači Intera posebno ponosni, jest ta da Inter u cijeloj svojoj povijesti (od 1908. naovamo) nikad nije ispao u drugu ligu. Za usporedbu, jedan od njihovih najvećih rivala – A.C. Milan – je ispao u Seriju B dva puta. Od 2006. godine, nakon što je Juventus izbačen u drugu ligu zbog skandala oko namještanja utakmica, Inter je postao jedini talijanski klub koji drži navedenu počast, a budući je klub stariji od 100 godina smatra se jednim od rijetkih klubova u cijelom svijetu kojem je to uspjelo. 
U razdoblju od 2006. do 2010. godine klub je osvojio pet uzastopnih naslova prvaka Italije, izjednačivši rekord.
U razdoblju od 1995. do 2004. te od 2006. do 2013. godine predsjednik i vlasnik kluba bio je Massimo Moratti. Njegov otac Angelo također je bio predsjednik Intera tijekom zlatne ere tog kluba – 1960-ih godina. Massimo je, pokušavši imitirati očev veliki uspjeh, potrošio pozamašne količine novca dovodeći u klub najskuplje svjetske nogometaše prošlih i sadašnjih generacija kako bi osvojio Scudetto prvi put nakon 1989. godine. Zbog Interovih neuspjeha u osvajanju naslova, Moratti je često bio kritiziran od strane navijača. Na kraju sezone 2005./06. Massimo je prijetio da će klub staviti na prodaju, ali je od toga odustao nakon skandala oko namještanja utakmica koji je Interu omogućio administrativni naslov prvaka Italije. Kasnije je to ipak učinio pa je trenutačni predsjednik kluba Erick Thohir koji tu funkcion obnaša od 2013. godine.

## Službeni logo, boje i nadimci

### Interov logo
Jedan od osnivača Intera, slikar Giorgio Muggiani, direktno je odgovoran za dizajni prvog službenog loga kluba 1908. godine. Prvi dizajn inkorporirao je slova "FCIM" (Football Club Internazionale Milan) u sredini serije krugova koji su oformili grb kluba. Osnovni elementi dizajna ostali su konzistentni čak i kada su se dodavali/izmjenjivali razni drugi detalji loga tijekom godina. 1998. godine klub je objavio potpuno novu iteraciju grba, ostavši pri originalnom dizajnu i dodajući sitne estetske izmjene. 

### Boje kluba
Od svog osnivanja 1908. godine Inter je nosio crno-plave pruge. Kružile su glasine da je crna boja izabrana kako bi prezentirala noć, a plava nebo. Izuzev kratkog razdoblja tijekom Drugog svjetskog rata, Inter je uglavnom nosio crno-plave pruge pa su tako i dobili nadimak Nerazzurri (u slobodnom prijevodu "crno-plavi"). Međutim, tijekom Fašističke ere Inter je bio prisiljen odreći se svojih crno-plavih dresova. 1928. godine Interovo ime i kompletna filozofija nisu se sviđali tada vladajućoj fašističkoj stranci. Kao rezultat, te iste godine tek 20 godina star klub bio je prisiljen spojiti se s Unione Sportiva Milanese. Novi klub dobio je ime Ambrosiana SS Milano, po svecu i zaštitniku Milana. Zastava Milana (crveni križ na bijeloj pozadini) zamijenila je tradicionalnu crno-plavu boju. Nakon završetka Drugog svjetskog rata, poslije pada Fašista s vlasti, klub je vratio svoje originalno ime i boje. 2008. godine Inter je proslavio 100-godišnjicu stavivši crveni križ na dresove koje obično nose u gostujućim utakmicama. Budući da podsjeća na zastavu grada iz kojeg dolaze, Inter i dalje ima crveni križ na trećem setu svojih dresova i danas.  

### Bjelouška
Životinje se često upotrebljavaju kako bi predstavile nogometne klubove u Italiji, a bjelouška (Il biscione) predstavlja Inter. Zmija je snažan simbol grada Milana, često se pojavljujući u milanskoj heraldici kao namotana otrovnica s čovjekom u svojim raljama. Simbol je poznat po tome što se nalazio na odorama vojnika kuće Sforza (koji su vladali Italijom iz Milana tijekom renesansnog perioda), grada Milana, Duchy of Milan (400-godišnja država Starog rimskog carstva) i Insurbiji (povijesnoj regiji pod koju spada grad Milan). U sezoni 2010./11. Interovi gostujući dresovi sadržavali su na sebi zmiju.

### Klupski grb kroz povijest
- 1908. – 1928.
- 1963. – 1979.
- 1998. – 2007.
- 2007. – 2014.
- 2014. – 2021.
- 2021. – danas

## Navijači i suparništva

### Navijači
Inter je jedan od klubova s najvećom navijačkom podrškom u Italiji što su potvrdile novine La Repubblica u svom istraživanju u kolovozu 2007. godine. Povijesno gledano, najveći dio navijača Intera iz Milana potiču iz srednjeg staleža buržujskog dijela grada, dok za gradske rivale AC Milan uglavnom navijaju pripadnici radničke klase te doseljenici iz južne Italije.
Tradicionalna navijačka skupina Intera su Boys San. Budući da su jedna od najstarijih navijačkih skupina (osnovani su još davne 1969. godine) svakako zauzimaju posebno mjesto u navijačkoj povijesti talijanskog nogometa. Politički gledano navijači Intera uglavnom su desno orijentirani te imaju vrlo dobre, gotovo prijateljske odnose s navijačima Lazija. Uz ovu najveću i najpoznatiju navijačku skupinu, postoje još četiri značajne grupe: Viking, Irriducibili, Ultras i Brianza Alcoolica. 
Najžešći navijači Intera obično se skupljaju na dijelu stadiona Curva Nord, sjevernoj krivulji stadiona Giuseppe Meazza. Upravo zbog ove dugogodišnje tradicije taj dio stadiona postao je poznat po tome što se tamo obično nalaze najveći transparenti i zastave kojima navijači podupiru svoj klub.

### Suparništva
Inter ima nekoliko dugogodišnjih nogometnih suparnika, od kojih su dva posebno važna u talijanskom nogometu: za početak tu je gradski derbi, imena Derby della Madonnina s gradskim rivalom AC Milanom. Suparništvo je to koje postoji još od prvog dana kada se Inter odvojio od Milana, davne 1908. godine. Ime je derbi dobio po blaženoj djevici Mariji čija se statua nalazi na vrhu milanske katedrale i predstavlja jednu od najvećih turističkih atrakcija. Same utakmice obično su poznate po živahnoj atmosferi s mnogobrojnim transparentima (često humorističnim ili uvredljivim) koje navijači postavljaju prije početka derbija. U vrlo čestoj upotrebi su i baklje koje su znale dovesti i do prekida mečeva od kojih je svakako najpoznatiji onaj iz četvrt-finala Lige prvaka 2005. godine održan 12. travnja nakon što je baklja koju su bacili navijači Intera pogodila vratara Milana Didu u rame. Do danas ova dva rivala odigrali su sveukupno 204 utakmice. AC Milan ima 72 pobjede, dok Inter ima tek jednu manje – 71. 61 put odigrali su neriješeno, a posebno je zanimljiva činjenica što su oba kluba do danas u međusobnim derbijima postigla isti broj pogodaka: 279. Najveća pobjeda Intera nad Milanom datira od 6. veljače 1910. godine (5:0), dok je Milan najveću pobjedu u derbiju ostvario 3. ožujka 1918. (8:1). Oba kluba do danas su osvojila 18 naslova prvaka Serie A. 
Drugo najpoznatije nogometno suparništvo Intera je ono s Juventusom. Taj derbi nosi ime Derbi d'Italia. Sve do 2006. godine i skandala oko namještanja utakmica koje je dovelo do izbacivanja Juventusa u drugu talijansku ligu, Inter i Juventus su bila jedina dva kluba u nogometnoj povijesti Italije koji nisu igrali u Serie B. Do danas ova dva kluba odigrali su međusobno 214 utakmica od čega Juventus ima 94 pobjede, Inter 67, a 53 puta odigrali su neriješeno. Juventus je postigao sveukupno 305 pogodaka u derbijima, dok je Inter 268 puta zatresao mrežu svog rivala. Najveća pobjeda Intera (6:0) datira od 4. travnja 1954. godine dok je uvjerljivo najveća pobjeda Juventusa ostvarena 10. lipnja 1961. (9:1). 
Posljednjih nekoliko godina, pogotovo nakon skandala oko namještanja utakmica, Inter je razvio još jedno rivalstvo – ono s Romom. Roma je čak četiri sezone (od sveukupno pet koliko je Inter bio prvak) završavala na drugom mjestu između 2005. i 2010. godine. Ova dva kluba zajedno su čak pet puta igrali finale talijanskog kupa te četiri super-kupa od 2006. godine naovamo. Osim Rome, Inter još igra derbije s Atalantom i Napolijem koje također smatra svojim žestokim rivalima.

### Umirovljeni brojevi
3 – Giacinto Facchetti, lijevi branič, 1960. – 1978. (čast odana postumno). Broj je umirovljen 8. rujna 2006. godine. Posljednji igrač koji je nosio dres s tim brojem bio je argentinski centralni branič Nicolás Burdisso koji je u ostatku sezone nosio dres s brojem 16.
4 – Javier Zanetti, branič, 1995. – 2014. Zanetti je za Inter sveukupno odigrao 858 utakmica u razdoblju od 1995. do igračkog umirovljenja u ljeto 2014. godine. Predsjednik kluba Erick Thohir potvrdio je da je Zanettijev dres s brojem 4 umirovljen iz poštovanja prema igraču.

### Poznati igrači kluba
| - Roberto Baggio - Giuseppe Bergomi - Fabio Cannavaro - Luigi Di Biagio - Giuseppe Meazza - Gianluca Pagliuca - Christian Vieri - Gabriel Batistuta - Hernán Crespo - Diego Simeone | - Enzo Scifo - Adriano - Roberto Carlos - Ronaldo - Iván Zamorano - Mateo Kovačić - Paul Ince - Youri Djorkaeff - Laurent Blanc - Andreas Brehme | - Jürgen Klinsmann - Lothar Matthäus - Karl-Heinz Rummenigge - Dennis Bergkamp - Clarence Seedorf - Obafemi Martins - Luís Figo - Dejan Stanković - Siniša Mihajlović - Luis Suárez | - Zlatan Ibrahimović - Emre Belözoğlu - Álvaro Recoba - Robbie Keane - Giorgos Karagounis - Hakan Şükür - Julio Ricardo Cruz - Julio Cesar - Javier Zanetti - Philippe Coutinho |

## Treneri kluba
U povijesti Internazionalea sveukupno je 56 trenera vodilo klub. Prvi menadžer bio je Virgilio Fossati. Helenio Herrera do danas se najduže zadržao na klupi Intera – sveukupno je vodio klub devet godina (osam godina za redom), a ujedno je i najuspješniji trener u klupskoj povijesti s tri osvojena naslova prvaka Serie A, dva Europska kupa i dva Interkontinentalna kupa. Jose Mourinho, koji je bio trener Intera "samo" dvije godine (lipanj 2008. – lipanj 2010.) prvi je koji je osvojio tri titule u jednoj sezoni u talijanskoj nogometnoj povijesti, a sa sveukupno 5 osvojenih titula s Interom četvrti je najuspješniji trener u njegovoj povijesti iza Simone Inzaghija (6) te Helenija Herrere i Roberto Mancinija (7). 
Osvajači trofeja
| Ime                  | Period               | Trofeji | Trofeji | Trofeji | Trofeji     | Trofeji     | Trofeji     | Ukupno |
| Ime                  | Period               | Domaći  | Domaći  | Domaći  | Međunarodni | Međunarodni | Međunarodni | Ukupno |
| Ime                  | Period               | Se      | TK      | TS      | LP/LP       | KU          | IK/SK       | Ukupno |
| -------------------- | -------------------- | ------- | ------- | ------- | ----------- | ----------- | ----------- | ------ |
| Virgilio Fossati     | 1909. – 1915.        | 1       |         |         |             |             |             | 1      |
| Nino Resegotti       | 1919. – 1922.        | 1       | 0       |         |             |             |             | 1      |
| Árpád Weisz          | 1929. – 1931.        | 1       |         |         |             |             |             | 1      |
| Armando Castellazzi  | 1936. – 1938.        | 1       | 0       |         |             |             |             | 1      |
| Tony Cargnelli       | 1938. – 1940.        | 1       | 1       |         |             |             |             | 2      |
| Alfredo Foni         | 1952. – 1955.        | 2       |         |         |             |             |             | 2      |
| Helenio Herrera      | 1960. – 1968., 1973. | 3       | 0       |         | 2           | 0           | 2           | 7      |
| Giovanni Invernizzi  | 1970. – 1973.        | 1       | 0       |         | 0           | 0           | 0           | 1      |
| Eugenio Bersellini   | 1977. – 1982.        | 1       | 2       |         | 0           | 0           | 0           | 3      |
| Giovanni Trapattoni  | 1986. – 1991.        | 1       | 0       | 1       | 0           | 1           | 0           | 3      |
| Giampiero Marini     | 1994.                | 0       | 0       | 0       | 0           | 1           | 0           | 1      |
| Luigi Simoni         | 1997. – 1998.        | 0       | 0       | 0       | 0           | 1           | 0           | 1      |
| Roberto Mancini      | 2004. – 2008.        | 3       | 2       | 2       | 0           | 0           | 0           | 7      |
| José Mourinho        | 2008. – 2010.        | 2       | 1       | 1       | 1           | 0           | 0           | 5      |
| Rafael Benítez       | 2010.                | 0       | 0       | 1       | 0           | 0           | 1           | 2      |
| Leonardo             | 2010. – 2011.        | 0       | 1       | 0       | 0           | 0           | 0           | 1      |
| Gian Piero Gasperini | 2011.                | 0       | 0       | 0       | 0           | 0           | 0           | 0      |
| Claudio Ranieri      | 2011. – 2012.        | 0       | 0       | 0       | 0           | 0           | 0           | 0      |
| Andrea Stramaccioni  | 2012. – 2013.        | 0       | 0       | 0       | 0           | 0           | 0           | 0      |
| Walter Mazzarri      | 2013. – 2014.        | 0       | 0       | 0       | 0           | 0           | 0           | 0      |
| Roberto Mancini      | 2014. – 2016.        | 0       | 0       | 0       | 0           | 0           | 0           | 0      |
| Frank de Boer        | 2016.                | 0       | 0       | 0       | 0           | 0           | 0           | 0      |
| Stefano Vecchi       | 2016.                | 0       | 0       | 0       | 0           | 0           | 0           | 0      |
| Stefano Pioli        | 2016. – 2017.        | 0       | 0       | 0       | 0           | 0           | 0           | 0      |
| Stefano Vecchi       | 2017.                | 0       | 0       | 0       | 0           | 0           | 0           | 0      |
| Luciano Spalletti    | 2017. – 2019.        | 0       | 0       | 0       | 0           | 0           | 0           | 0      |
| Antonio Conte        | 2019. – 2021.        | 1       | 0       | 0       | 0           | 0           | 0           | 1      |
| Simone Inzaghi       | 2021. – 2025.        | 1       | 2       | 3       | 0           | 0           | 0           | 6      |
| Sveukupno            | 1909. –              | 20      | 9       | 8       | 3           | 3           | 3           | 46     |

## Klupski uspjesi

### Domaći
- Serie A:
  - Prvak (20): 1909./10., 1919./20., 1929./30., 1937./38., 1939./40., 1952./53., 1953./54., 1962./63., 1964./65., 1965./66., 1970./71., 1979./80., 1988./89., 2005./06.[52] 2006./07., 2007./08., 2008./09., 2009./10., 2020./21., 2023./24.
  - Doprvak (17): 1932./33., 1933./34., 1934./35., 1940./41., 1948./49., 1950./51., 1961./62., 1963./64., 1966./67., 1969./70., 1992./93., 1997./98., 2002./03., 2010./11., 2019./20., 2021./22., 2024./25.

- Talijanski kup:
  - Osvajač (9): 1938./39., 1977./78., 1981./82., 2004./05., 2005./06., 2009./10., 2010./11., 2021./22., 2022./23.
  - Finalist (6): 1958./59. (Juventus), 1964./65. (Juventus), 1976./77. (Milan), 1999./00. (Lazio), 2006./07. (Roma), 2007./08. (Roma)

- Talijanski superkup:
  - Osvajač (8): 1989., 2005., 2006., 2008., 2010., 2021., 2022., 2023.
  - Finalist (4): 2000. (Lazio), 2007. (Roma), 2009. (Lazio), 2011. (Milan), 2024. (Milan)

### Međunarodni
- UEFA Liga prvaka:
  - Osvajač (3): 1963./64., 1964./65., 2009./10.
  - Finalist (4): 1966./67. (Celtic), 1971./72. (Ajax), 2022./23. (Manchester City), 2024./25. (Paris Saint-Germain)

- Kup UEFA/UEFA Europska liga:
  - Osvajač (3): 1990./91., 1993./94., 1997./98.
  - Finalist (2): 1996./97. (Schalke 04), 2019./20. (Sevilla)

- UEFA Superkup:
  - Finalist (1): 2010.

- Interkontinentalni kup:
  - Osvajač (2): 1964., 1965.

- FIFA Svjetsko klupsko prvenstvo:
  - Osvajač (1): 2010.

- International Champions Cup:
  - Osvajač (1): 2017.

- Mitropa kup:
  - Finalist (1): 1933. (Austria Beč)

## Vanjske poveznice
- (tal.) (engl.) (kin.) FC Internazionale Milano – službene stranice
- Službena stranica navijača Intera iz Hrvatske i okolnih zemalja  Arhivirana inačica izvorne stranice od 4. svibnja 2018. (Wayback Machine)